# Donavia
Donavia (en Russe ОАО «Донавиа»), ou Aeroflot-Don (jusqu'en 2009), est une compagnie aérienne russe, dont le siège est à Rostov-sur-le-Don. Elle est spécialisée dans les vols intérieurs en Russie et les vols internationaux vers le Proche-Orient, ainsi qu'à destination de l'Europe de l'Est, l'Afrique et l'Asie. La compagnie effectue tant des vols réguliers que charters, de passagers et cargos.

## Historique
Fondée au début des années 1990, la compagnie a été achetée, en 2000, par la compagnie nationale russe Aeroflot, dont elle est devenue une filiale à 100 %.

## Flotte
Au mois de décembre 2014, la flotte de Donavia se compose des appareils suivants :

### Flotte historique
Dans le passé, la compagnie a disposé également de Tupolev Tu-134A-3, Tupolev Tu-154 B-2 et M, d'Iliouchine Il-86 et de Boeing 737-500.

## Galerie

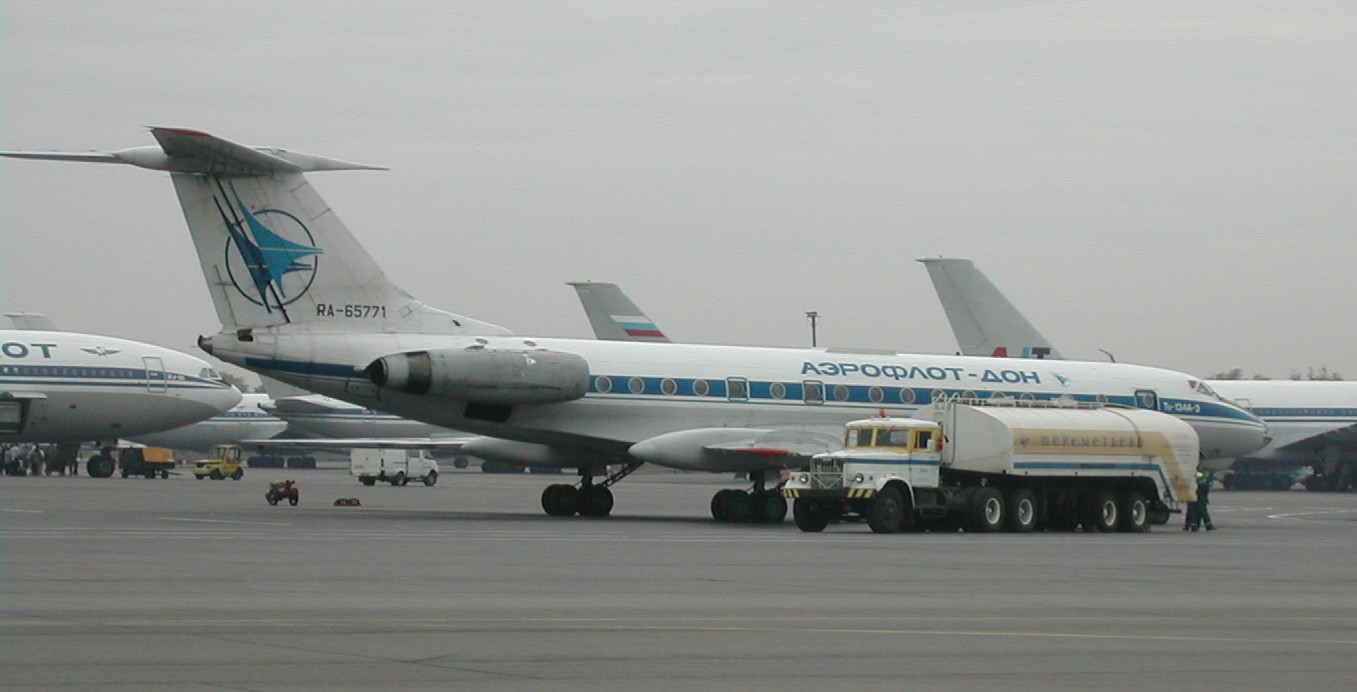
Un Tupolev Tu-134 d'Aeroflot-Don (2006)
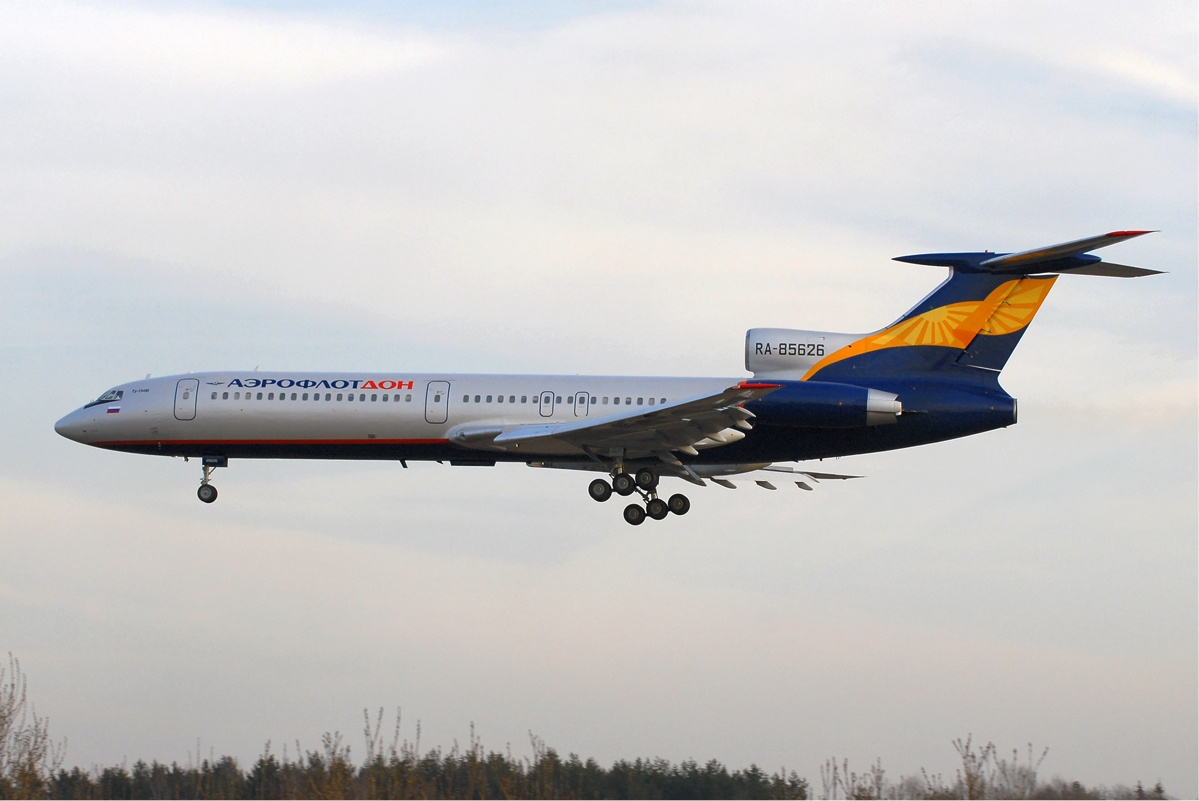
Un Tupolev Tu-154M d'Aeroflot-Don (2008)
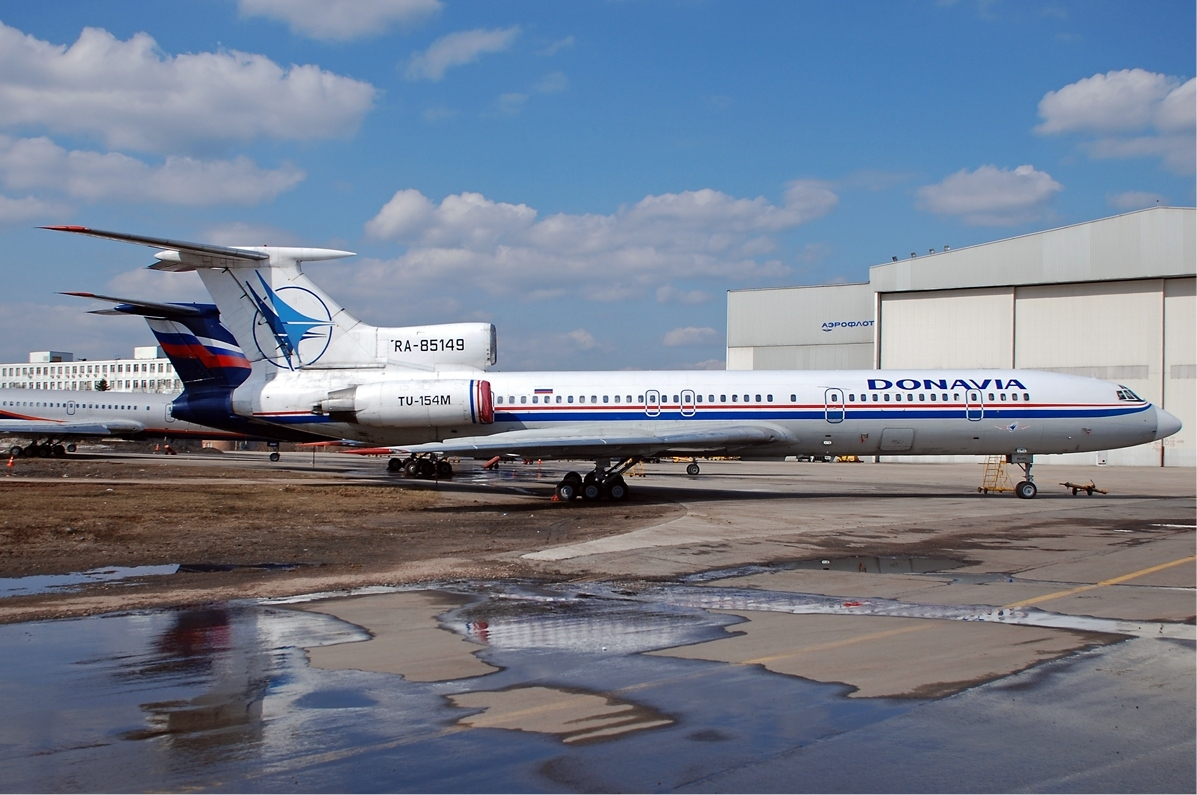
Un Tupolev Tu-154M de DonAvia (2010)
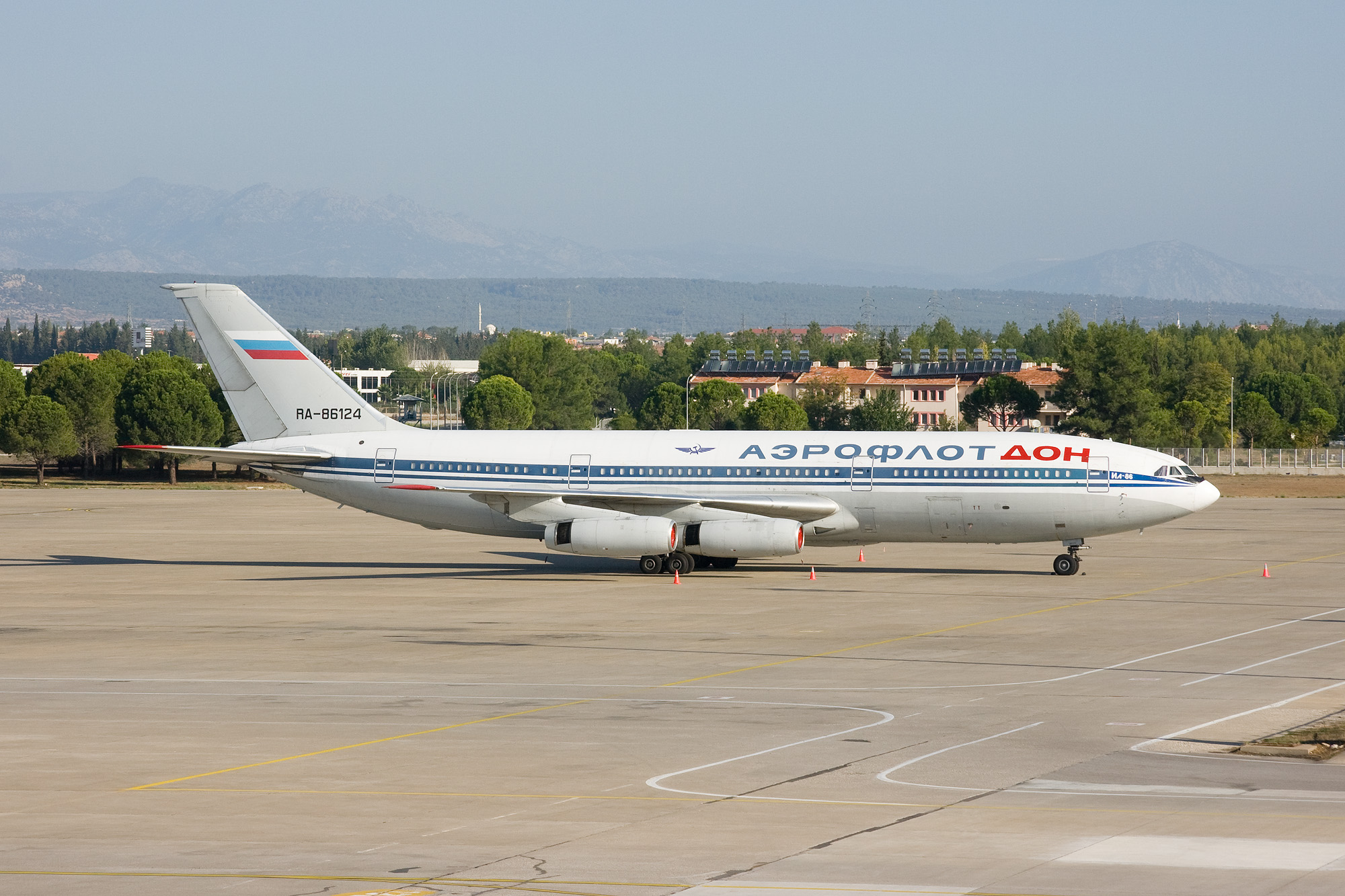
Un Iliouchine Il-86 d'Aeroflot-Don (2008)
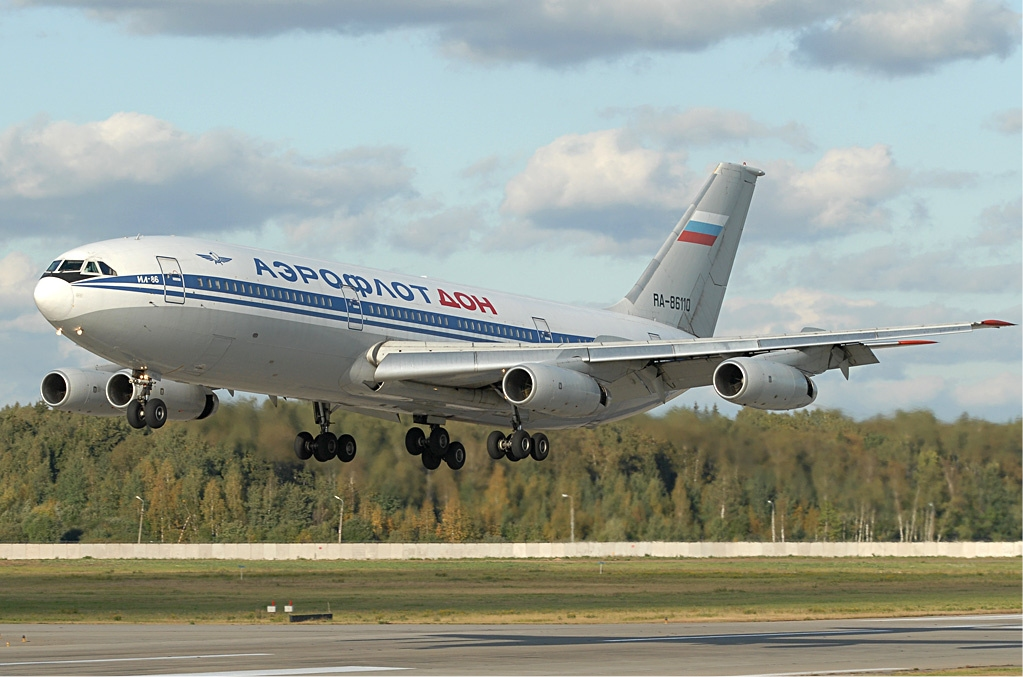
Un Iliouchine Il-86 d'Aeroflot-Don (2007)
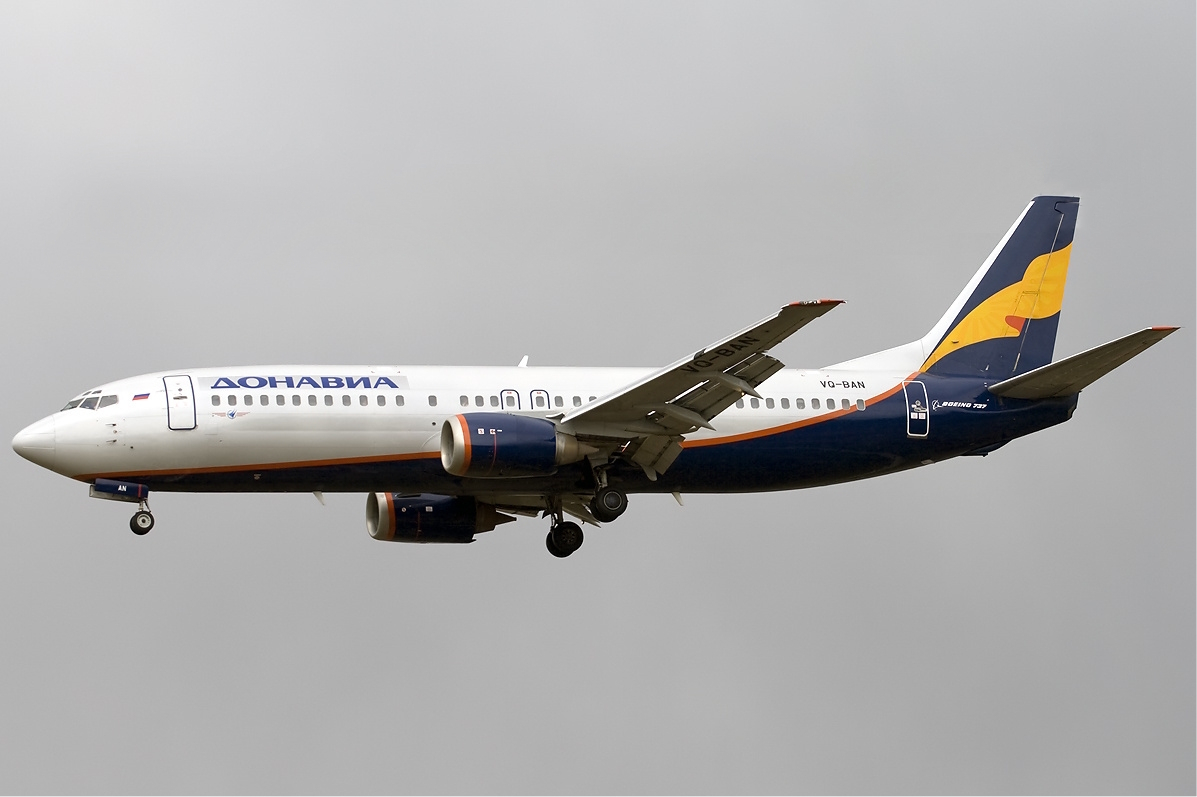
Un Boeing 737-400 de Donavia (2010)